# Pays d'Égletons
Une proposition de fusion est en cours entre Pays d'Égletons et Communauté de communes de Ventadour - Égletons - Monédières.
 (juillet 2025).
Motif : Sans sources, structure sans fiscalité propre de moins de 50000 habitants.
- Archive Wikiwix
- Bing
- Cairn
- DuckDuckGo
- E. Universalis
- Gallica
- Google
- G. Books
- G. News
- G. Scholar
- Persée
- Qwant
- (zh) Baidu
- (ru) Yandex
- (wd) trouver des œuvres sur Wikidata

| 1. | Préciser le motif de la pose du bandeau. | Précisez le motif de la pose du bandeau en utilisant la syntaxe suivante : {{admissibilité à vérifier\|date=août 2025\|motif=remplacez ce texte par le motif}}                       |
| 2. | Informer les utilisateurs concernés.     | Pensez à avertir le créateur de l'article, par exemple, en insérant le code ci-dessous sur sa page de discussion : {{subst:avertissement admissibilité à vérifier\|Pays d'Égletons}} |

Le Pays d’Égletons était une structure de regroupement de collectivités locales françaises. C'est l'un des 16 Pays (micro-régions) qui composent le Limousin.
Il comprend une seule communauté de communes, la Communauté de communes de Ventadour (voir aussi : Ventadour), qui compte 17 communes et 13 000 habitants du département de la Corrèze : Champagnac-la-Noaille, Darnets, Égletons, la Chapelle-Spinasse, Lafage-sur-Sombre, Lapleau, Laval-sur-Luzège, Le Jardin, Marcillac la Croisille, Montaignac-Saint-Hippolyte, Moustier-Ventadour, Péret-Bel-Air, Rosiers-d'Égletons, Saint-Hilaire-Foissac, Saint-Merd-de-Lapleau, Saint-Yrieix-le-Déjalat, Soudeilles.
Et quatre de ces communes sont inscrites dans le Parc Naturel Régional (PNR) de Millevaches en Limousin : St Yrieix le Déjalat, Péret-Bel-Air (point culminant du Pays d'Égletons ; altitude 938 m), Soudeilles et Darnets.
Ce territoire est délimité par un relief marqué constituant des frontières naturelles : au Nord, par les premières pentes du plateau de Millevaches (altitude 700 m), au Sud, par les gorges de la Dordogne (altitude 260-250 m), à l’Est, par les gorges de la Luzège (altitude 550-260 m), à l’Ouest, par les gorges du Doustre (altitude 550-450 m).